# Зшивач (телесеріал)
«Зшивач» (англ. Ragdoll) — серіал трилер міжнародного спільного виробництва, заснований на однойменному романі Деніела Коула. У Сполучених Штатах прем’єра відбулася на AMC+ 11 листопада 2021 року, а у Великій Британії – на Alibi 6 грудня 2021 року.

## Сюжет
Серіал розповідає про вбивство шести людей, які були розчленовані і зшиті у форму гротескного тіла, «Лялька з ганчірок». Коли детективи починають розслідування, вбивця починає знущатися з них.

## Актори та персонажі
- Генрі Ллойд-Хьюз – Натан Роуз офіцер поліції, який стає останньою метою вбивці
- Талісса Тейшейра – дослідник Емілі Бакстер
- Люсі Гейл — Лейк Едмондс, колишній офіцер поліції Лос -Анджелеса , який став округом Колумбія
- Майкл Смайлі – Фінлі
- Алі Кук – Терренс Сіммонс
- Наташа Літтл – Андреа Уайлд
- Кобна Холдбрук-Сміт — Джоел Шептон
- Ангус Райт — суддя Вінгейт
- Аміта Дірі – заступник комісара Ваніта
- Філ Девіс  – мер Тернбулла
- Камілла Біпут — Алісса
- Даггі Макмікін — Ерік Тернер
- Саманта Спіро – Джой
- Сем Тротон – Томас Мессі

## Огляд серій
| № серії | Назва серії | Режисер(и)      | Сценарист(и)                    | U.S. release date |
| ------- | ----------- | --------------- | ------------------------------- | ----------------- |
| 1       | «Episode 1» | Тобі Макдональд | Фредді Сіборн                   | 11 листопада 2021 |
| 2       | «Episode 2» | Тобі Макдональд | Фредді Сіборн                   | 18 листопада 2021 |
| 3       | «Episode 3» | Тобі Макдональд | Фредді Сіборн                   | 25 листопада 2021 |
| 4       | «Episode 4» | Найл Маккормік  | Фредді Сіборн і Флоренс Кіт-Роч | 2 грудня 2021     |
| 5       | «Episode 5» | Найл Маккормік  | Фредді Сіборн і Кара Сміт       | 9 грудня 2021     |
| 6       | «Episode 6» | Найл Маккормік  | Фредді Сіборн                   | 16 грудня 2021    |

## Виробництво

### Розробка
У лютому 2021 року було оголошено, що AMC і Alibi будуть спільно продюсувати серіал-трилер за романом Деніела Коула Регдолл. Фредді Сіборн виступить в якості виконавчого продюсера. Продюсерські компанії, які беруть участь у серіалі, включають Sid Gentle Films і AMC Studios , а BBC Studios розповсюджує по всьому світу. Прем’єра серіалу відбулася 11 листопада 2021 року на каналі AMC+ у США.

### Кастинг
У березні 2021 року Люсі Гейл приєдналася до акторського складу серіалу в головній ролі. У квітні 2021 року Генрі Ллойд-Хьюз і Талісса Тейшейра приєдналися до акторського складу серіалу в головних ролях.

### Зйомки
Основні зйомки почалися в Лондоні в травні 2021 року.

## Прийом
Веб-сайт Rotten Tomatoes повідомляє про рейтинг схвалення 90% із середнім рейтингом 7,9/10 на основі 10 відгуків критиків. Консенсус критиків веб-сайту гласить: «Ragdoll уникає відчуття ще однієї серійної вбивці, зшитої разом із кращих трилерів, частково завдяки своєму сухому гумору та вбивчій хімії». Metacriti присвоїв серіалу 65 балів із 100 на основі 8 критиків, вказуючи на «загалом схвальні відгуки».
Деніел Фіенберг з The Hollywood Reporter назвав серіал «метафорою», а не телешоу, сказавши, що «[в ньому] достатньо хвилюючих моментів, щоб задовольнити вражаючих прихильників жанру».